# Kojiro Shinohara
Kojiro Shinohara (født 20. juli 1991) er en japansk fodboldspiller, som spiller for den japanske fodboldklub Avispa Fukuoka.